# Auster D4
El Auster D4 fue un avión ligero británico biplaza, diseñado y construido por Auster, en la década de 1960.

## Diseño y desarrollo
Desarrollo del Auster Arrow con un motor Lycoming horizontalmente opuesto (motor bóxer), se originó a partir de un requisito de la Fuerza Aérea portuguesa de un avión de enlace/entrenamiento. Seis ejemplares fueron construidos por Auster Aircraft en su fábrica de Rearsby, Leicestershire, de los cuales cinco fueron a Portugal, y nueve más fueron construidos bajo licencia en Portugal por las Oficinas Gerais de Material Aeronáutico (OGMA) a partir de conjuntos de componentes construidos por Auster y enviados desde Rearsby. El contrato original era para 25 juegos de componentes, pero se redujo a favor del mismo número de juegos adicionales de Auster D5/160.
Auster fue adquirida por Beagle Aircraft en octubre de 1960, realizándose toda la producción bajo el control de esta última, pero manteniendo la denominación original.

## Historia operacional
La mayoría de los aviones D4 fueron operados en Portugal por grupos patrocinados por el Gobierno. Un ejemplar todavía estaba activo en 2018, propiedad de un piloto privado con sede en el Reino Unido.

## Operadores
Portugal
- Fuerza Aérea Portuguesa

## Especificaciones
Referencia datos: British Civil Aircraft since 1919: Volume I.

### Características generales
- Tripulación: Uno (piloto)
- Capacidad: 2 pasajeros
- Longitud: 7,1 m (23,4 ft)
- Envergadura: 11 m (36 ft)
- Altura: 2,4 m (7,9 ft)
- Superficie alar: 17,2 m² (185,1 ft²)
- Peso vacío: 559 kg (1232 lb)
- Peso cargado: 862 kg (1899,8 lb)
- Planta motriz: 1× motor bóxer de 4 cilindros refrigerado por aire Lycoming O-235.
  - Potencia: 81 kW (112 HP; 110 CV)
- Hélices: Bipala de paso fijo

### Rendimiento
- Velocidad máxima operativa (Vno): 180 km/h (112 MPH; 97 kt)
- Velocidad crucero (Vc): 148 km/h (92 MPH; 80 kt)
- Alcance: 800 km (432 nmi; 497 mi)
- Techo de vuelo: 4000 m (13 123 ft)
- Régimen de ascenso: 3,1 m/s (610 ft/min)

## Aeronaves relacionadas

### Secuencias de designación
- Secuencia Alfanumérica (interna de Auster): ← B8 Agricola - Antarctic - Atlantic - D4 - D5 - D6 - AOP.11
- Secuencia B._ (interna de Beagle): Airedale - Auster D4 - B.206 - B.218 →